# نيل ريدفرن
نيل ريدفرن (بالإنجليزية: Neil Redfearn)‏ (20 يونيو 1965 في المملكة المتحدة - ) هو مدرب كرة قدم ولاعب كرة قدم بريطاني في مركز الوسط. لعب مع أولدهام أثلتيك وبرادفورد سيتي وبولتون واندررز وتشارلتون أثلتيك وكريستال بالاس ونادي بارنسلي ونادي دونكاستر روفرز ونادي واتفورد ونوتينغهام فورست وويغان أتلتيك ونادي سكاربورو ونادي هاليفاكس تاون وفريكلي أثلتيك ‏ وStocksbridge Park Steels F.C. ‏ وسالفورد سيتي ولينكولن سيتي أف سي وEmley A.F.C. ‏ ونادي روتشديل وبريدلينغتون تاون ‏ ونادي بوسطن يونايتد ونادي برادفورد بارك أفنيو.

## وصلات خارجية
- نيل ريدفرن على موقع قاعدة بيانات كرة القدم.إي يو (الإنجليزية)
- نيل ريدفرن على موقع Soccerbase.com (لاعب) (الإنجليزية)
- نيل ريدفرن على موقع Soccerbase.com (مدرب) (الإنجليزية)
- نيل ريدفرن على موقع Soccerway.com (الإنجليزية)
- نيل ريدفرن على موقع عالم كرة القدم.نت (الإنجليزية)